# ジロ・デ・イタリア 1940
ジロ・デ・イタリア 1940は、自転車競技のロードレース大会であるジロ・デ・イタリアの28回目のレース。1940年5月17日から6月9日まで行なわれた。全20区間。全行程3574km。このあと、第二次世界大戦の影響により、ジロ・デ・イタリアは1946年まで開催が休止された。

## 総合成績
|    | 選手名                         | 国籍         | 時間            |
| -- | ------------------------------ | ------------ | --------------- |
| 1  | ファウスト・コッピ             | イタリア王国 | 107時間31分10秒 |
| 2  | エンリコ・モッロ               | イタリア王国 | +2分40秒        |
| 3  | ジョルダーノ・コットゥル       | イタリア王国 | +11分45秒       |
| 4  | マリオ・ヴィチーニ             | イタリア王国 | +16分27秒       |
| 5  | セヴェリーノ・カナヴェージ     | イタリア王国 | +16分50秒       |
| 6  | エツィオ・チェッキ             | イタリア王国 | +22分30秒       |
| 7  | ワルテル・ジェネラーリ         | イタリア王国 | +25分03秒       |
| 8  | ジョヴァンニ・デ・ステファニス | イタリア王国 | +27分50秒       |
| 9  | ジーノ・バルタリ               | イタリア王国 | +46分09秒       |
| 10 | セッティミオ・シモニーニ       | イタリア王国 | +48分37秒       |

## マリア・ローザ保持者
| 選手名                   | 国籍         | 首位区間  |
| ------------------------ | ------------ | --------- |
| オリンピオ・ビッツィ     | イタリア王国 | 第1       |
| オスヴァルド・バイロ     | イタリア王国 | 第2-第3   |
| ピエリーノ・ファヴァッリ | イタリア王国 | 第4-第7   |
| エンリコ・モッロ         | イタリア王国 | 第8-第10  |
| ファウスト・コッピ       | イタリア王国 | 第11-最終 |

### 山岳賞結果
| 山岳賞 | ジーノ・バルタリ   |
| 2位    | ファウスト・コッピ |
| 3位    | エンリコ・モッロ   |